# Crossotelos
Crossotelos is een geslacht van uitgestorven nectride lepospondylen binnen de familie Urocordylidae. Het bevat als enige soort Crossotelos annulatus. Crossotelos leefde in het hedendaagse Oklahoma en Texas, Verenigde Staten tijdens het Vroeg- tot Laat-Perm.
De typesoort Crossotelos annulatus is in 1911 benoemd door Ermine Cowles Case. De geslachtsnaam betekent 'eindrand' in het Grieks. De soortaanduiding betekent 'geringd' In het Latijn.
Het holotype is USNM 8308 bestaande uit drie wervels uit de rug en negen uit de staart gevonden door G.W. Stevens in Logan County bij Orlando. Talrijke specimina zijn toegewezen.